# Laßt uns sorgen, laßt uns wachen, BWV 213
Laβt uns sorgen, laβt uns wachen, BWV 213 (Anem amb compte, vetllem), és una cantata profana de Johann Sebastian Bach, en honor del Príncep de Saxònia Friedrich Christian, estrenada a Leipzig el 5 de setembre de 1733.

## Origen i context
El llibret és de Picander i forma part de la quarta i última sèrie d'escrits diversos Ernst-Scherzhaffte und Satyrische Gedichte (Poemes seriosos, graciosos i satírics), aparegut l'any 1737. Està dedicada a l'onzè aniversari de Friedrich Christian, hereu de Frederic August II príncep elector de Saxònia, fou interpretada a l'aire lliure en els jardins del Cafè Zimmermann, la tarda del 5 de setembre de 1733. Desenvolupa un tema mitològic narrat per Xenofont: Hèrcules, encara jove, ha de decidir en una cruïlla de dos camins, entre un dur i ple de dificultats que, finalment, porta a la virtut i l'honor, i un altre pla i fàcil que condueix al plaer sense glòria; el jove tria el primer i és proposat com a model de príncep; això fa que la cantata es conegui, també, amb el títol de Die Wahl des Herkules (L'elecció d'Hèrcules) i Hercules am Scheidewege (Hèrcules en una cruïlla). El seu contingut moral i pedagògic fa aquesta obra molt pròxima al de les cantates religioses. El cor i les cinc àries les aprofità Bach, l'any següent, en la composició de l'Oratori de Nadal (BWV 248).

## Anàlisi
Obra escrita per a soprano, contralt, tenor, baix, dues trompes, dos oboès, oboè d'amor, corda i baix continu. Consta de tretze números
1. Cor: Laβt uns sorgen, laβt uns wachen (Anem amb compte, vetllem)
2. Recitatiu (contralt): Und wo? Wo ist die rechte Bahn (Però quin? Quin és el bon camí)
3. Ària (soprano): Schlafe, mein Liebster, und pflege der Ruh (Dorm, estimat, dorm i reposa)
4. Recitatiu (soprano i tenor): Auf! folge meiner Bahn (Au, vinga! agafa el meu viarany)
5. Ària (contralt): Treues Echo dieser Orten (Eco fidel d'aquests paratges)
6. Recitatiu (tenor): Mein hoffnungsvoller Held! (O heroi meu, tant ple d'esper!)
7. Ària (tenor): Auf meinen Flügeln sollst du schweben (A les meves ales aniràs suspès)
8. Recitatiu (tenor): Die weiche Wollust locket zwar (La luxúria és temptació regalada)
9. Ària (contralt): Ich will dich nicht hören (No et puc veure, de tu no en vull saber res)
10. Ària (duet de contralt i tenor): Ich bin deine (Jo sóc teu)
11. Recitatiu (baix): Schaut, Götter, dieses ist ein Bild (Mireu, aquesta és la imatge, oh déus)
12. Cor: Lust der Völker, Lust der Deinen (Joia del poble, goig dels teus)

Dos cors amb tot el conjunt instrumental emmarquen l'obra, el primer – que també obre la quarta cantata de l'Oratori de Nadal– té una forma concertant, i l'últim, el cor de les muses, entona les alabances del Príncep incorpora dos ariosi del baix, que representa Mercuri, el missatger dels déus, acompanyat només pel continu; la peça té un aire de gavota amb la participació dels oboès i les trompes. Aquesta peça, que Bach no aprofità en l'Oratori de Nadal, procedeix d'una cantata d'Any Nou, de l'època de Köthen, la BWV 184a, possiblement de 1722 o 1723, i que posteriorment parodià en la BWV 184 per al tercer Diumenge de Trinitat. L'obra conté, a més, sis recitatius i cinc àries, on destaca la del número 5, amb un eco del contralt. Dues al·legories completen l'obra, una del tenor, la virtut, i l'altra del soprano, la voluntat, expressades en una música simbòlica, una fuga la de tenor, número 7, i un acompanyament suau i juganer de les cordes en la de soprano del número 3. És la cantata conservada més llarga, té una durada aproximada de gairebé tres quarts d'hora.

## Discografia seleccionada
- J.S. Bach: Secular Cantatas BWV 211 & 213. Gustav Leonhardt, Orchestra of the Age of Enlightenment, Barbara Bonney, Ralf Popken, Chrsitoph Prégardien, David Wilson-Johnson. (Philips), 1994.
- J.S. Bach: Cantatas BWV 201, 205 & 213. René Jacobs, Akademie für Alte Musike Berlin, Erfrat Ben-Nun, Andreas Scholl, James Taylor, Klaus Häger. (Harmonia Mundi), 2002.
- J.S. Bach: Secular Cantatas BWV 212 & 213. Helmuth Rilling, Bach-Collegium Stuttgart, Sibylla Rubens, Ingeborg Danz, Constanze Schumacher, Marcus Ullmann. (Hänssler), 1999.
- J.S. Bach: Secular Cantatas, BWV 213 & 214.Vol. VII. Peter Schreier, Kammerorchester Berlin, Edith Mathis, Carolyn Watkinson, Peter Schreier, Sigfried Lorenz. (Berlin Classics), 1981.
- J.S. Bach: Complete Cantatas Vol. 5. Ton Koopman, Amsterdam Baroque Orchestra & Choir, Anne Grimm, Elisabeth von Magnus, Christoph Prégardien, Klaus Mertens. (Challenge Classics), 2006.